# Inga Ravna Eira

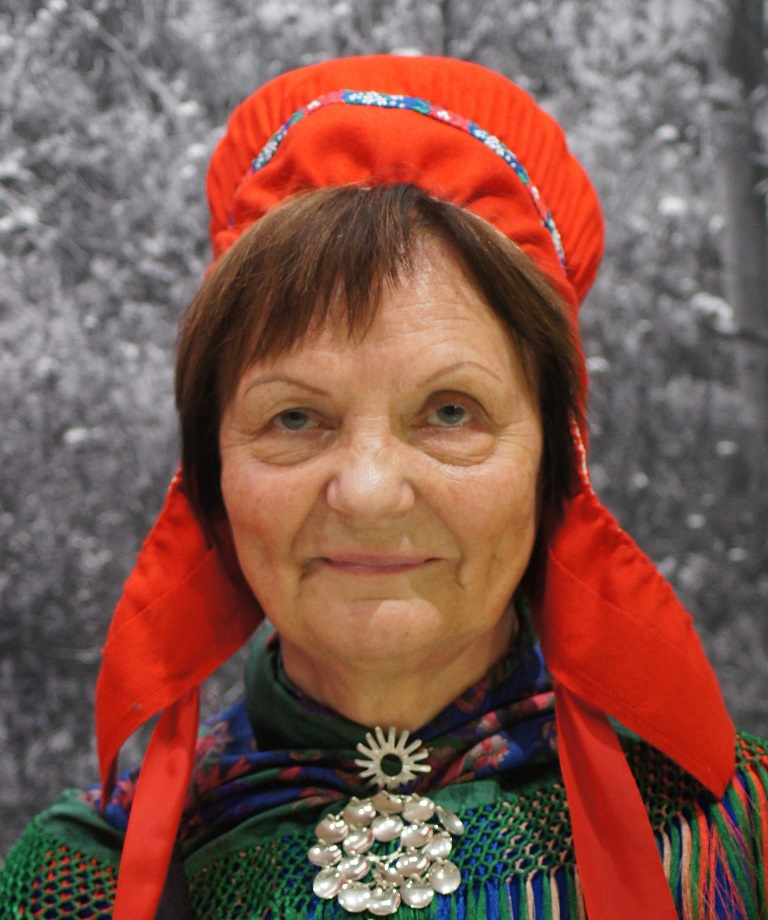
Inga Ravna Eira (2019)

Inga Ravna Eira (nordsamisch: Iŋgos-Máhte Iŋgá; * 30. Mai 1948 in Kárášjohka (Karasjok)) ist eine samisch-norwegische Schriftstellerin, Übersetzerin und Lyrikerin.
Eira stammt aus einer Rentierzüchter-Familie und arbeitete als Lehrerin und Verlagsberaterin. Sie schreibt Lyrik, Kurzgeschichten und Kinderbücher in nordsamischer Sprache, für deren Erhalt an den Schulen sie sich eingesetzt hat. In den 1990er Jahren hatte sie den Vorsitz der samischen Schriftstellervereinigung inne.
Eira debütierte 1979 als Herausgeberin des Kinderbuchs Guovdageainno mánát mainnastit. Ihre Geschichte Gilši – Skilful über die Situation der Frauen in der Rentierhaltung erschien 2012 auf CD. Eiras Gedichtsammlung Ii dát let dat eana (Dies ist nicht die Erde) hat die Form eines Monologs, in dem die samische Muttergöttin «Uksáhkká» die Menschen unserer Zeit über den Naturschutz anspricht. Das Buch wurde 2019 für den Literaturpreis des Nordischen Rates nominiert.
Zusammen mit anderen Künstlern übt Eira die Gesangskunst des Joikens aus.

## Werke (Auswahl)
Als Verfasserin
- Savdnjiluvvon nagir. Anthologie und Lyrik, illustriert von Aage Gaup, 1989.
- Mellet. Kinderbuch, illustriert von Iver Jåks, 1992. – In das Norwegische übersetzt von Inger Seierstad, 1992.
- Lieđážan. Lyrik, Davvi Girji, 1997.
- Eadni ganjaldii mu fuolppuid. Lyrik, Davvi Girji, 2009. – Norwegisch: Mor gråt over mine skjørt. Davvi Girji, 2011.
- Jidnes skálkošeapmi. Lyrik für Kinder und Jugendliche, Davvi Girji, 2014.
- Ii dát leat dat eana. Lyrik, Davvi Girji, 2018. – Norwegisch: Dette er ikke den jorda. Davvi Girji, 2019.

Als Herausgeberin
- Guovdageainno mánát mainnastit. Kinderbuch, 1979.

Als Übersetzerin
- Sámi dáiddárleksikona/Samisk kunstnerleksikon (1994). Synnøve Persen (Hrsg.). Sámi dáiddaguovddáš, Kárášjohka/Karasjok 1994.